# Arena (navegador web)
El navegador Arena (también conocido como Arena WWW Browser) fue uno de los primeros navegadores web para Unix Iniciado originalmente por Dave Raggett en 1993, el desarrollo continuó en el CERN y el Consorcio de la World Wide Web (W3C) y posteriormente por Yggdrasil Computing. Como navegador de prueba, Arena se utilizó para probar la implementación de la versión 3.0 de HTML, las Hojas de Estilo en Cascada (CSS), los Gráficos de Red Portátiles (PNG), y libwww. Arena fue ampliamente utilizado y popular en los inicios de la World Wide Web.

## Historia
En 1993, Dave Raggett, que entonces trabajaba en Hewlett-Packard (HP) en Bristol (Inglaterra), dedicó su tiempo libre a desarrollar Arena, con el que esperaba demostrar las nuevas y futuras especificaciones de HTML. El desarrollo del navegador fue lento porque Raggett era el único desarrollador y HP, que al igual que muchas otras empresas informáticas de la época, no estaba convencida de que Internet fuera a tener éxito y, por tanto, no se planteó invertir en el desarrollo de navegadores web. Raggett hizo una demostración del navegador en la primera Conferencia de la World Wide Web en Ginebra, Suiza, en 1994 y en la conferencia de la ISOC en Praga en 1994 para mostrar el flujo de texto alrededor de las imágenes, los formularios y otros aspectos del HTML que más tarde se denominó especificación HTML+ Raggett se asoció posteriormente con el CERN para seguir desarrollando Arena como prueba de concepto del navegador para este trabajo. Utilizando el navegador Arena, Dave Raggett, Henrik Frystyk Nielsen, Håkon Wium Lie y otros demostraron el flujo de texto alrededor de una figura con subtítulos, tablas redimensionables, fondos de imagen, matemáticas HTML y otras características. En la conferencia Web World de Orlando, a principios de 1995, Raggett demostró las diferentes nuevas características de Arena.
Desde julio de 1994 Lie estaba integrando libwww y CSS y ayudando a Raggett. En octubre de 1995, Yves Lafon se unió al equipo durante un año para dar soporte al desarrollo de formularios y hojas de estilo HTML. Arena se lanzó originalmente para Unix, y aunque se habló de una versión para Windows y Macintosh, ninguna de las dos se hizo realidad.
A pesar de su tiempo de desarrollo, Arena es, en ciertas áreas, un navegador relativamente moderno; debido a que funcionaba como banco de pruebas, vio la implementación de nuevas tecnologías mucho antes de que se convirtieran en la corriente principal, por ejemplo, CSS. Arena implementó muchos elementos de la especificación HTML3 y HTML3.2, incluyendo elementos matemáticos que quedaron obsoletos en HTML4, tablas HTML, y hojas de estilo experimentales. 